# 猫的圣母 (巴罗奇)

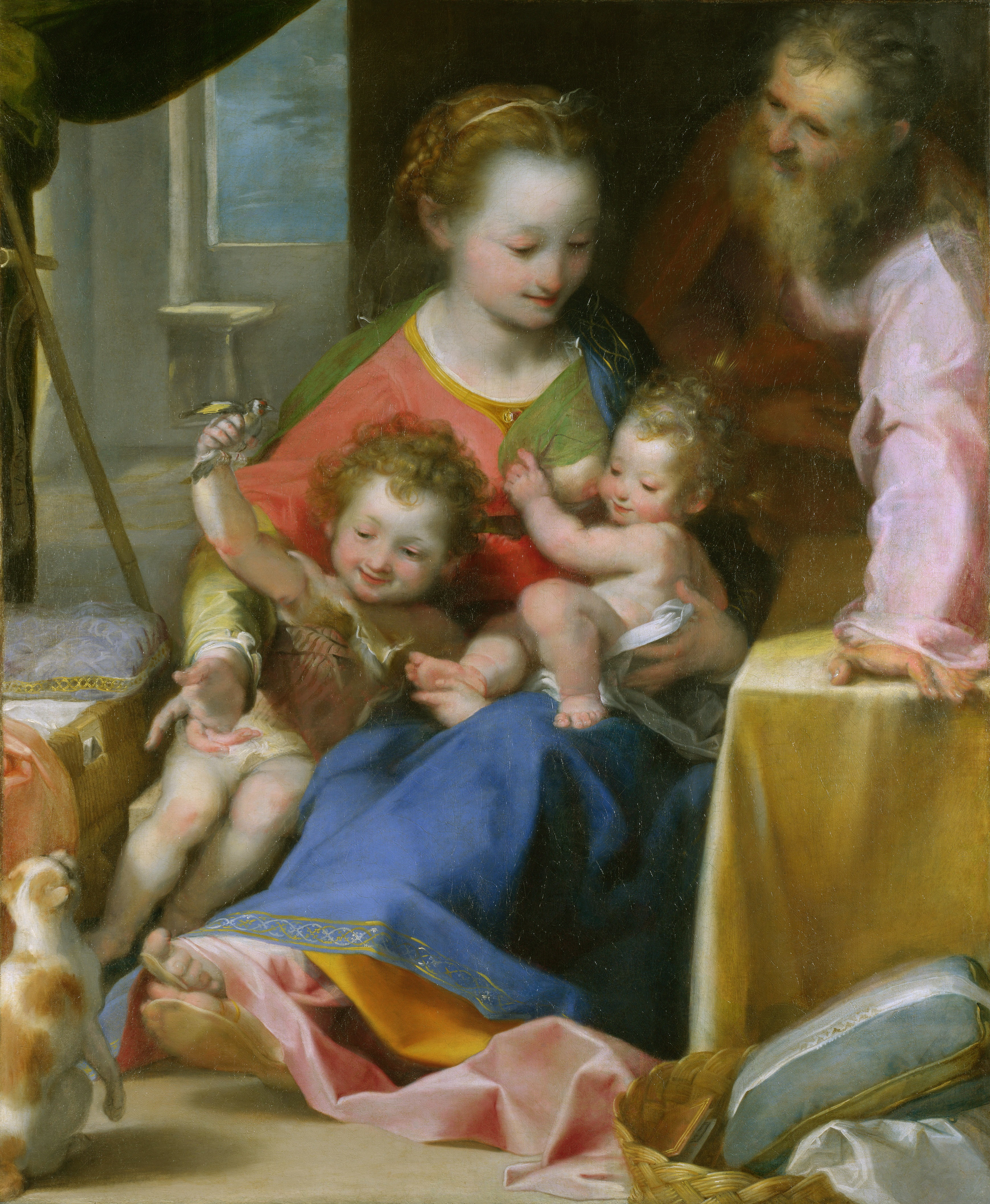
《猫的圣母》

《猫的圣母》（Madonna del gatto）是意大利画家 费德里科·巴罗奇 的一幅画作，绘制于1575 年，现藏于伦敦国家美术馆。
订制这幅画的是皮奥比科的安东尼奥 布兰卡莱奥尼伯爵。
画中描绘的圣家，包括若瑟、玛利亚、年轻的施洗约翰和玛利亚怀抱的婴儿耶稣，共同构成温馨的家庭时光。约翰似乎在用一只捕获的金翅雀逗弄小猫，金翅雀是基督受难的象征。在背景中，靠在墙上的是约翰的芦苇。主要人物在右边形成巴洛克风格的对角线。在巴罗奇的风格中，人们都是脸颊红润。